# Brigade Graf von Pfeil
Die Brigade Graf von Pfeil, auch 46. Landwehr-Infanterie-Brigade, war eine Landwehr-Brigade innerhalb der deutschen Armee im Ersten Weltkrieg.

## Geschichte und Einsätze
Die Brigade wurde nach der siegreichen Schlacht von Tannenberg gebildet und nach ihrem Kommandeur, Oberst Traugott Graf von Pfeil, benannt. Eigentlich wurde die Brigade für die Besetzung von Festungen verwendet, nahm aber bald an der Ostfront teil. Die Brigade fand Verwendung bei Ciechanow, Rypin, Sierpe, Mlawa, Glinki, Prasnysz, Pultusk und Serozk. Beim Großen Rückzug der russischen Armee 1915 nahm die Brigade erfolgreich an der Einschließung, dem Durchbruch und der Einnahme der Festung Nowogeorgiewsk teil, wobei die Brigade über 4000 Gefangene machen sowie 122 Geschütze aller Art und 27 Maschinengewehre erbeuten konnte. Im September 1915 konnte die Brigade Wilno einnehmen und fand auch noch Verwendung bei Smorgon.
Die Brigade bekam im Januar 1916 auf eines Vorschlags des Gefreiten Bruno Tanzmann eine eigene Bücherei. Nach Kriegsende wurde der Brigade in der Dresdner Albertstadt ein Denkmal gesetzt. Die Brigade wurde in einen Kriegerverein umgewandelt und dem Kyffhäuserbund eingegliedert.

## Organisation
Die Brigade wurde aus den Landwehr-Infanterie-Regimentern Nr. 101 und 103 gebildet und war dem Korps Zastrow (späterer XVII. Reserve-Korps) unterstellt. Die Brigade wurde später in 46. Landwehr-Infanterie-Brigade umbenannt und der 46. Landwehr-Division (2. Königlich Sächsische) unterstellt. Erster Kommandeur war der Oberst und spätere Generalmajor Traugott von Pfeil und Klein-Ellguth, welcher die Brigade bis zum 15. Mai 1917 führte. Ein weiterer Kommandeur war der charakterisierte Generalmajor Kurt von Holleben. Zuletzt kommandierte Oberst Paul Kollmann die Brigade.

## Bekannte Brigadeangehörgie
- Bruno Tanzmann
- Friedrich Arnecke
- Paul Distelbarth
- Lui Köster, Generalsekretär in Hamburg, Ritter des Militär-St.-Heinrichs-Ordens und Kompaniechef
- Johannes Schurig, Regimentskommandeur, Ritter des Militär-St.-Heinrichs-Ordens und späterer Museumsleiter
- Richard von Hoff
- Moritz Naechster, Gymnasiallehrer, Kompaniechef und Schriftsteller
- Hans Helck, Philologe, Pädagoge, Direktor der Dresdner Kreuzschule, Ritter des Militär-St.-Heinrichs-Ordens und Adjutant
- Walter Koch, Landgerichtsdirektor, Bataillonskommandeur, Ritter des Militär-St.-Heinrichs-Ordens und Schriftführer sowie Vizepräsident des Sächsischen Militärvereinsbund
- Jaro Springer
- Paul Kloß
- Johannes Wunderlich